# Rheden (gemeente)

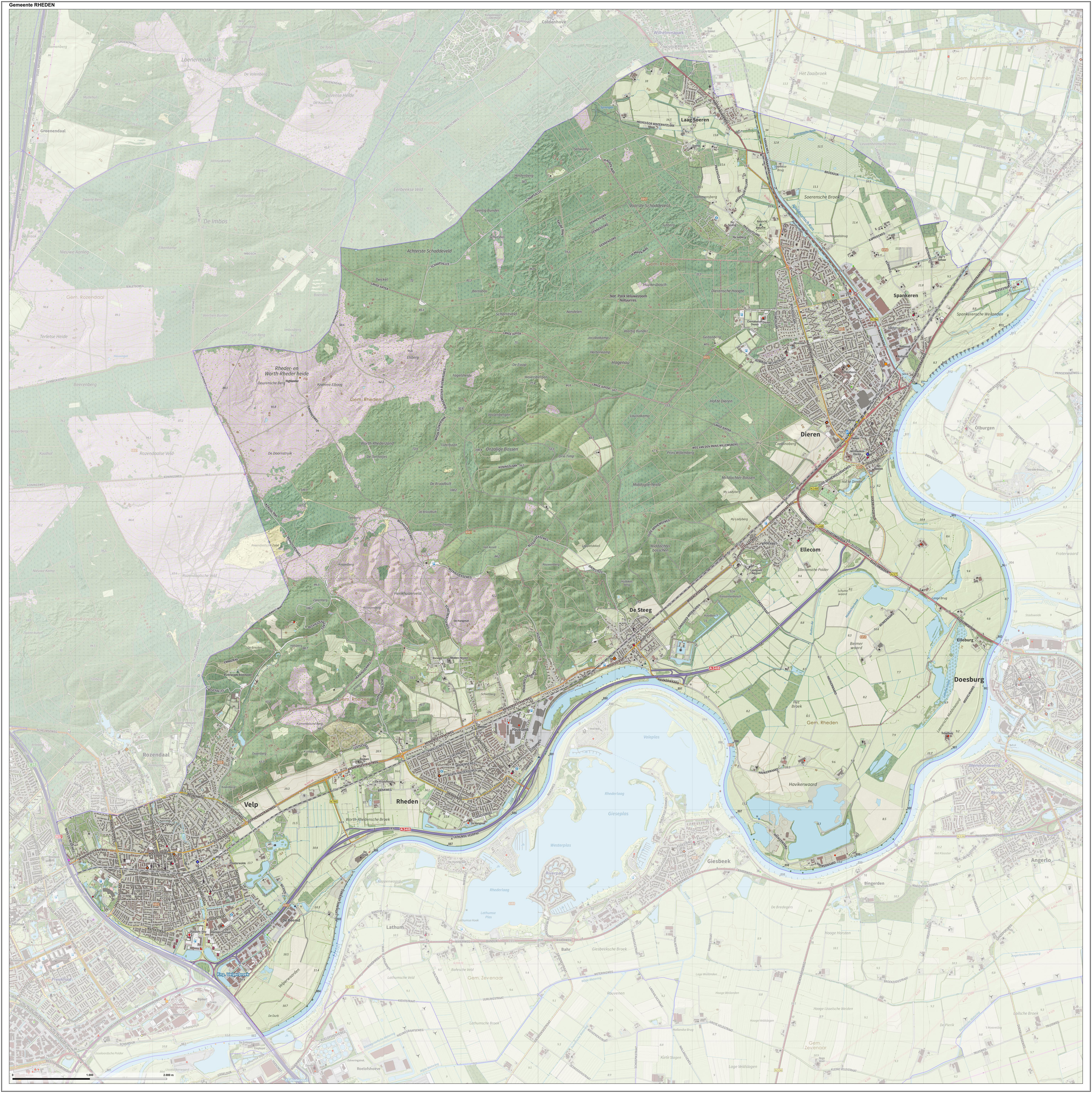
Topografische gemeentekaart van Rheden, september 2022

Rheden (uitspraakⓘ) is een gemeente in de Nederlandse provincie Gelderland. De gemeente telt 43.661 inwoners (22 november 2024, bron: CBS) en heeft een oppervlakte van 84,29 km² (waarvan 2,6 km² water).
De gemeente is genoemd naar de plaats Rheden, een van haar kernen, en ligt ten oosten van Arnhem. De Veluwe fungeert als noordelijke grens en de IJssel als zuidelijke grens. De dorpen liggen als een gordel in deze strook tussen bos en rivier. Het grondgebied van de gemeente omvat enerzijds de stuwwal, heuvels, bossen, heidevelden en beken van de Veluwezoom en anderzijds de IJsselvallei met de als Natura 2000-gebied aangewezen uiterwaarden.
Omdat de twee grootste plaatsen, Velp en Dieren, aan de west- respectievelijk oostrand van de gemeente liggen, is het gemeentehuis in het centraal gelegen dorp De Steeg gevestigd.

## Geschiedenis
Al voor de jaartelling vestigden mensen zich op de Veluwe. De oudste vermeldingen van dorpen van de gemeente Rheden dateren uit de 9e eeuw, te weten Velp en Dieren. Aan de voet van de Veluwezoom ontstonden veel landgoederen, die een vrijwel ononderbroken rij vormden van Arnhem tot Dieren. Voorbeelden zijn Kasteel Middachten (14e eeuw), Kasteel Biljoen (16e eeuw) en Huis Rhederoord (18e eeuw). De landgoederen en hun bewoners verschaften de lokale bevolking werk. De kastelen boden tevens een veilig heenkomen in tijden van onrust.
De gemeente Rheden ontstond in 1573 toen de schoutambten Velp en Rheden samengevoegd werden tot het schoutambt Rheden. De keuze voor de naam Rheden werd gemaakt omdat het Rhedense schoutambt meer inwoners telde. De gemeente werd op 1 januari 1812 verdeeld in twee nieuwe gemeenten: Dieren en Velp. Reeds op 1 januari 1818 werd de oude toestand hersteld.
Tussen 1650 en ca. 1900 waren er in het dorp Rheden zeven buitenplaatsen: Scherpenhof, Den Brink, Heuven, De Kruishorst, Snippendaal (tot 1916 behoorde deze tot De Kruishorst), Rhederhof en Valkenberg.
In de loop van de 19e eeuw vestigden veel renteniers en gepensioneerden zich in de gemeente Rheden, met name in De Steeg en Velp. De nabije aanwezigheid van een stad (Arnhem) en de mooie natuur waren factoren die de groei van de gemeente Rheden stimuleerden. In honderd jaar tijd verviervoudigde het inwoneraantal van 5000 naar 23.000. Velp is nu het grootste dorp van de gemeente.

## Wapen van de gemeente
Het wapen van de gemeente Rheden, waarvan de kleuren terugkomen in de vlag van de gemeente, is het wapen van het oude, adellijke geslacht Van Baer (ook geschreven als Baar of Bahr). Dit geslacht, dat zich aanvankelijk Van Rheden noemde, heeft in de middeleeuwen verscheidene bezittingen in Gelderland gehad. Vandaar dat dit wapen ook voorkomt in dat van de gemeente Renkum en de voormalige gemeente Angerlo. De officiële omschrijving is "Van goud, beladen met een rechterschuinbalk van keel, gebroken met een barensteel van drie hangers van lazuur".

Het oorspronkelijke bezit van het geslacht Van Baer/Van Rheden omvatte delen van de Oostelijke Veluwezoom en het aangrenzende IJsseldal. In een akte uit 1342 wordt echter de heerschappij over Velp, Oosterbeek en het Betuwse Driel overgedragen aan hertog Reinoud II van Gelre. Het bezit van de familie beperkt zich dan tot de Bannerij van Bahr en Lathum op de rechteroever van de IJssel. 

De naam Van Rheden moet niet verward worden met die van het geslacht Van Reede of Van Rheede. Dit laatste geslacht is oorspronkelijk afkomstig uit het plaatsje Rhede (Borken) in Westfalen en maakte pas later deel uit van de Gelderse en Utrechtse ridderschap. In de 17e eeuw komt een telg uit dit geslacht door huwelijk in bezit van het in de huidige gemeente Rheden gelegen Kasteel Middachten.

## Kernen
De gemeente telt, per 1 januari 2023, zeven dorpen:
| Woonplaats (BAG) | Inwoners 2023 |
| ---------------- | ------------- |
| De Steeg         | 1.090         |
| Dieren           | 13.665        |
| Ellecom          | 1.025         |
| Laag-Soeren      | 950           |
| Rheden           | 7.600         |
| Spankeren        | 955           |
| Velp             | 18.280        |

## Cultuur

### Bezienswaardigheden
- Bezoekerscentrum Veluwezoom
- Herikhuizerveld (Posbank)
- Landgoed Middachten
- Domein Hof te Dieren
- Veluwsche Stoomtrein Maatschappij

### Monumenten
In de gemeente is er een aantal rijksmonumenten, gemeentelijke monumenten, en oorlogsmonumenten, zie:
- Lijst van rijksmonumenten in Rheden
- Lijst van gemeentelijke monumenten in Rheden (gemeente)
- Lijst van oorlogsmonumenten in Rheden

### Kunst in de openbare ruimte
In de gemeente zijn diverse beelden, sculpturen en objecten geplaatst in de openbare ruimte, zie:
- Lijst van beelden in Rheden

### Evenementen
- Rhedense Fiets4daagse
- Zomerfeest aan de IJssel, augustus (Dieren)
- Posbankloop
- Schaapscheerdersfeest (3e zaterdag van juni in Rheden)
- Avondvierdaagse
- Wiekentrheden, cultureel evenement
- Carnavalsoptochten in Velp en Rheden
- Posbanktoernooi (Rheden)
- Velleperdonderdagen (Velp)

## Zetelverdeling gemeenteraad
De gemeenteraad van Rheden bestaat uit 27 zetels. Hieronder volgt de samenstelling van de gemeenteraad sinds 1994:
| Gemeenteraadszetels         | Gemeenteraadszetels | Gemeenteraadszetels | Gemeenteraadszetels | Gemeenteraadszetels | Gemeenteraadszetels | Gemeenteraadszetels | Gemeenteraadszetels | Gemeenteraadszetels |
| Partij                      | 1994                | 1998                | 2002                | 2006                | 2010                | 2014                | 2018                | 2022                |
| --------------------------- | ------------------- | ------------------- | ------------------- | ------------------- | ------------------- | ------------------- | ------------------- | ------------------- |
| GroenLinks                  | 2                   | 2                   | 2                   | 2                   | 3                   | 2                   | 3                   | 5                   |
| D66                         | 4                   | 1                   | 1                   | -                   | 3                   | 5                   | 3                   | 4                   |
| VVD                         | 6                   | 6                   | 5                   | 4                   | 6                   | 4                   | 5                   | 4                   |
| PvdA                        | 8                   | 8                   | 6                   | 7                   | 5                   | 4                   | 4                   | 4                   |
| GPR/B1 2                    | -                   | -                   | -                   | -                   | -                   | 1                   | 3                   | 4                   |
| CDA                         | 6                   | 5                   | 5                   | 4                   | 4                   | 4                   | 4                   | 3                   |
| Volkspartij Politiek Rheden | -                   | -                   | -                   | -                   | -                   | -                   | -                   | 2                   |
| ChristenUnie3               | 1                   | 1                   | 1                   | 1                   | 1                   | 1                   | 1                   | 1                   |
| SP                          | -                   | -                   | -                   | 3                   | 2                   | 5                   | 4                   | -                   |
| GemeenteBelangen1           | -                   | 3                   | 5                   | 6                   | 3                   | 1                   | -                   | -                   |
| Leefbaar Rheden             | -                   | -                   | 2                   | -                   | -                   | -                   | -                   | -                   |
| AOV/Unie55+                 | -                   | 1                   | -                   | -                   | -                   | -                   | -                   | -                   |
| Totaal                      | 27                  | 27                  | 27                  | 27                  | 27                  | 27                  | 27                  | 27                  |

1. Op 22 maart 2010, kort na de gemeenteraadsverkiezingen van 3 maart 2010, stapten raadsleden Rook en Pieper uit de fractie van GemeenteBelangen en gingen verder als de Groep Pieper. GemeenteBelangen moest vanaf 22 maart 2010 verder als eenmansfractie.
2. Vanaf de gemeenteraadsverkiezingen 2014 is de naam Groep Pieper-Rook/Burgerbelangen.
3. Deed in 1994 en 1998 mee als combinatie RPF/GPV.

## Stedenbanden
Rheden heeft stedenbanden met de volgende twee steden:
- Burgdorf (Duitsland)
- Cheb (Tsjechië)

## Bekende inwoners
- Voor meer bekende inwoners van de gemeente Rheden, zie de Engelstalige pagina.
- De latere minister van Buitenlandse Zaken Hans van den Broek zat van 1970 tot 1974 in de gemeenteraad van Rheden. Hij woonde in 1970 in Dieren, maar verhuisde al snel naar Velp, waar hij tot begin jaren tachtig woonde.
- Schrijver Louis Couperus woonde tot zijn dood in 1923 een paar maanden in De Steeg.
- Simon Carmiggelt bracht zijn vakanties door in een pension aldaar.
- Ook cabaretier Wim Kan woonde in Rheden.
- Dichter-predikant Willem Barnard (pseudoniem Guillaume van der Graft) woonde van 1971 tot 1978 in Ellecom.
- Politicus en commissaris van de Koningin in Gelderland Molly Geertsema woonde van 1976 tot eind jaren tachtig in kasteel Middachten in De Steeg.
- Johan Huizinga woonde er zijn laatste levensjaren en stierf er op 1 februari 1945.
- Schrijver Jan Siebelink werd geboren en groeide op in Velp.

## Aangrenzende gemeenten
| Aangrenzende gemeenten | Aangrenzende gemeenten | Aangrenzende gemeenten | Aangrenzende gemeenten | Aangrenzende gemeenten |
| ---------------------- | ---------------------- | ---------------------- | ---------------------- | ---------------------- |
| Rozendaal              |                        |                        |                        | Brummen                |
|                        |                        |                        |                        |                        |
| Arnhem                 | Bronckhorst            |                        |                        |                        |
|                        | Doesburg               |                        |                        |                        |
| Westervoort            |                        | Zevenaar               |                        |                        |

Hoewel Duiven ten (zuid)westen van Rheden ligt, grenzen deze gemeenten niet aan elkaar. De smalle strook ten zuiden van de IJssel die Rheden en Duiven van elkaar scheidt, hoort bij Westervoort.